# ピーター・F・ハミルトン
ピーター・F・ハミルトン（Peter F. Hamilton、1960年3月2日 - ）は、イギリスの小説家、SF作家。『マインドスター・ライジング』に始まる《グレッグ・マンデル》三部作や、《ナイツ・ドーン》三部作などのスペースオペラでよく知られる。2004年に10作目の長編を出版し、全世界での売り上げが200万部に到達、イギリスで最も成功したSF作家の一人となる。

## 略歴
ピーター・F・ハミルトンはイギリスラトランドに生まれた。大学へは行かず、ハミルトンはインタビューにおいて「私は学校で18歳になるまで科学を学び、当時興味が無かった英語、英文学、ライティングは16歳で止めていた」と発言している。
1987年に執筆を開始し、1989年に〈フィアー〉誌に掲載された短編Death Dayでデビュー。
1993年に第一長編である『マインドスター・ライジング』が出版され、A Quantum MurderやThe Nano Flowerが続いた。
2001年短編The Suspect Genomeが英国SF協会賞を受賞する。

## 作風
文体は一般に平易で飾りが無いが、世界観は過剰かつ濃密に描写されている。ストーリーは、時に離れ時に交差する幾人ものキャラクター達を通して語られる。作品に共通するテーマとして、政治や宗教における、時には武力衝突に発展する対立がある。また露骨な濡れ場の描写が存在する。
ハミルトンはしばしばアレステア・レナルズ、スティーヴン・バクスター、ケン・マクラウドらと共に、英国SF界におけるニュー・スペースオペラの代表作家として挙げられる。

## 主な作品

### 《グレッグ・マンデル》三部作
かつて特殊部隊マインドスター隊に属し、強化された超能力を持つ探偵グレッグ・マンデルの主人公とする近未来アクション・シリーズ。地球温暖化や共産主義政府により疲弊した近未来のイギリスを舞台に、発展した技術により再構築の進む世界を描く。
- マインドスター・ライジング (Mindstar Rising, 1993)
- A Quantum Murder (1994)
- The Nano Flower (1995)

### 《ナイツ・ドーン》三部作
超光速航法によりその版図を銀河系へ広げた27世紀の人類の、対立と戦いを描く遠未来スペースオペラ。各部千ページを越えるボリュームと、短篇集一冊に設定解説書一冊を加えた大作。
- The Reality Dysfunction (1996)
- The Neutronium Alchemist (1997)
- The Naked God (1999)
- A Second Chance at Eden (1998) - 短篇集
  - エスケイプ・ルート(Escape Route, 1997) - 三部作の前日譚、SFマガジン2005年12月号収録
- The Confederation Handbook (2000) - 《ナイツ・ドーン》シリーズ設定解説書

### インタビュー
- 1995: "From Rutland to the Universe"
- 1996: "ConFuse 96 Guest of Honour Interview"
- 1997: "Big is Beautiful"
- 2004: "Interview with a dystopian"
- 2007: "Interview with Pat's Fantasy Hotlist"
- 2008: Master of his Universe, The Guardian, September 24, 2008